# Jacaratia dolichaula
Jacaratia dolichaula är en tvåhjärtbladig växtart som först beskrevs av Donn. Smith, och fick sitt nu gällande namn av R. E. Woodson. Jacaratia dolichaula ingår i släktet Jacaratia och familjen Caricaceae. Inga underarter finns listade i Catalogue of Life.